# سومالی در المپیک تابستانی ۲۰۲۰
سومالی در بازی‌های المپیک تابستانی ۲۰۲۰ در توکیو شرکت کرد. برگزاری این بازی‌ها، که در ابتدا قرار بود از ۲۴ ژوئیه تا ۹ اوت ۲۰۲۰ انجام شود، به‌دلیل دنیاگیری کووید-۱۹ به ۲۳ ژوئیه تا ۸ اوت ۲۰۲۱ موکول شد. این رویداد میزبان دهمین حضور سومالی در بازی‌های المپیک تابستانی از زمان نخستین حضور این کشور در بازی‌های ۱۹۷۲ بود.

## شرکت‌کنندگان
جدول زیر حاوی تعداد نمایندگان سومالی برای شرکت در بازی‌ها است.
| ورزش        | مردان | زنان | مجموع |
| ----------- | ----- | ---- | ----- |
| دو و میدانی | ۱     | ۰    | ۱     |
| بوکس        | ۰     | ۱    | ۱     |
| مجموع       | ۱     | ۱    | ۲     |

## دو و میدانی
سومالی برای اعزام یک ورزشکار به بازی‌های المپیک از سوی اتحادیه بین‌المللی فدراسیون‌های دو و میدانی یک سهمیهٔ یونیورسالیتی دریافت کرد.
کلید
- یادداشت–رتبه‌های ارائه‌شده برای رویدادهای میدانی تنها شامل مرحلهٔ مقدماتی ورزشکار می‌شوند
- Q = احراز صلاحیت برای دور بعدی
- q = احراز صلاحیت برای دور بعدی به‌عنوان سریع‌ترین بازنده یا, در رویدادهای میدانی، بر پایه جایگاه بدون دستیابی به هدف احراز صلاحیت
- ر. م. = رکورد ملی
- ن/م = رویداد فاقد این دور مسابقه است
- Bye = ورزشکار ملزم به شرکت در این دور نبوده‌است

رویدادهای میدانی و جاده‌ای
| ورزشکار      | رویداد          | مقدماتی    | مقدماتی | نیمه‌نهایی          | نیمه‌نهایی          | فینال              | فینال              |
| ورزشکار      | رویداد          | نتیجه      | رتبه    | نتیجه              | رتبه               | نتیجه              | رتبه               |
| ------------ | --------------- | ---------- | ------- | ------------------ | ------------------ | ------------------ | ------------------ |
| علی ایدو حسن | ۱٬۵۰۰ متر مردان | ۳:۴۳٫۹۶ PB | ۱۰      | به این مرحله نرسید | به این مرحله نرسید | به این مرحله نرسید | به این مرحله نرسید |

## بوکس
سومالی برای اعزام رملا علی، بوکسور زن پَروزن به بازی‌های المپیک، از سوی کمیسیون سه‌جانبه دعوتنامه دریافت کرد.
| ورزشکار  | رویداد     | دور ۳۲ نفره | دور ۱۶ نفره         | یک‌چهارم نهایی      | نیمه‌نهایی          | فینال              | فینال              |
| ورزشکار  | رویداد     | نتیجهٔ تقابل | نتیجهٔ تقابل         | نتیجهٔ تقابل        | نتیجهٔ تقابل        | نتیجهٔ تقابل        | رتبه               |
| -------- | ---------- | ----------- | ------------------- | ------------------ | ------------------ | ------------------ | ------------------ |
| رملا علی | پروزن زنان | استراحت     | نشیتا (ROU) · L ۰–۵ | به این مرحله نرسید | به این مرحله نرسید | به این مرحله نرسید | به این مرحله نرسید |